# Calabria Verde
Calabria Verde è la società in house della Regione Calabria che ha inglobato le aziende pubbliche di regione Afor e Comunità Montane.

## Fondazione
L'ente nasce grazie alla Legge Regionale nº 25 del 2013 (BUR n. 10 del 16 maggio 2013, supplemento straordinario n. 2 del 24 maggio 2013), stessa legge nella quale gli enti pubblici sopra citati cessano di esistere; i dipendenti, i beni mobili ed immobili passano all'azienda Calabria Verde che ha sede a Catanzaro.
- Tutela del patrimonio ai fini istituzionali, concernente la forestazione e la politica per la montagna;
- Attività di Servizio di Monitoraggio e Sorveglianza idraulica della rete idrografica regionale;
- Attività regionale di prevenzione e lotta agli incendi boschivi e supporto della protezione civile;
- Interventi di pertinenza della Regione per la prevenzione ed il risanamento dei fenomeni di dissesto idrologico ed idro-geologico;
- Cura e gestione del patrimonio forestale della Regione Calabria.

Il primo direttore generale è stato Paolo Furgiuele, dimessosi nel dicembre 2015 a seguito di indagini ed irregolarità all'interno dell'azienda. In seguito l'ente è stato diretto da tre commissari.

### Dotazione Organica
la dotazione organica è così composta (2024):
| Mansione                      | Unità |
| ----------------------------- | ----- |
| Dirigenti                     | 9     |
| Impiegati Idraulico Forestali | 245   |
| Operatori Idraulico Forestali | 3773  |
| Sorveglianti Idraulici        | 308   |
| Agricoli e Florovivaisti      | 21    |
| Autonomie Locali              | 1 594 |
| TOTALE                        | 5950  |

In seguito il personale è stato ridotto a 5 865 unità così composto (piano performance 2015/2017):
| Mansione                                             | Unità | %     |
| ---------------------------------------------------- | ----- | ----- |
| Personale ex AFOR                                    | 3773  | 83,89 |
| Personale impiegatizio ex AFOR                       | 87    | 1,48  |
| Dirigenti ex AFOR                                    | 6     | 0,10  |
| Personale impiegatizio ex OTI                        | 192   | 3,27  |
| Dirigenti ex comunità montane soppresse              | 8     | 0,14  |
| Personale ex comunità montane soppresse              | 334   | 5,87  |
| Operai idraulico forestali sorveglianza idraulica    | 234   | 3,99  |
| Impiegati idraulico forestali sorveglianza idraulica | 53    | 0,90  |
| Impiegati ex ARSSA                                   | 6     | 0,10  |
| Operai ex ARSSA                                      | 15    | 0,26  |
| TOTALE                                               | 4708  | 100   |

### Organizzazione
L'Azienda è così suddivisa:
- Ufficio 1: Settore economico-finanziario e risorse umane, affari legali e affari regionali.
- Ufficio 2: Patrimonio e Servizi Forestali.
- Ufficio 3: Prevenzione, antincendio boschivo, tutela, conservazione e sorveglianza idraulica.

Inoltre sono presenti 11 distretti territoriali, ex sedi delle comunità montane:
1. Acri
2. Bovalino
3. Crotone
4. Delianuova
5. Malvito
6. Reggio Calabria
7. San Giovanni in Fiore
8. Santo Stefano di Rogliano
9. Serra San Bruno
10. Taverna
11. Verbicaro

Ed un ulteriore ufficio presente nell'ex comunità montana del Pollino a Castrovillari.

### Vivai
In queste strutture di proprietà regionale, si effettua la produzione di piante necessarie ai rimboschimenti, rinsaldamenti, ricostituzioni, rinfoltimenti dei boschi, arredo verde e paesaggistico, nonché, all'attuazione di interventi di ingegneria naturalistica. In totale sono presenti 9 vivai gestiti dall'ente:
- Aiello Calabro
- Carlopoli
- Decollatura
- Gimigliano
- Soveria Mannelli

## Attività
Salvaguardia, valorizzazione e sviluppo del patrimonio forestale e faunistico della Calabria, produzione di beni e/o attività competenti l'ambito della forestazione e delle politiche della montagna. L'azienda, per attenuare i danni delle calamità naturali radicate nel territorio regionale, svolge un'approfondita azione di prevenzione meteorologica ed idrogeologica, mitigazione dissesto idrogeologico.

### Servizio A.I.B.
Sin dalla sua costituzione l'ente ha subito preso parte al servizio antincendio boschivo regionale, in materia regionale infatti, l'azienda è l'ente principale addetto all'emergenza prevalentemente estiva.

## Scandali

### Lavoratori pagati in attesa di mansione
A due anni dalla fondazione, l'ente non aveva ancora assegnato le mansioni a gran parte dei dipendenti. Nella sede dell'ex comunità montana dell'area grecanica reggina gli impiegati non erano impegnati in alcuna attività.

### Assunzioni inesistenti
In occasione delle elezioni regionali di novembre 2014 gli uffici postali della zona di Africo, Bovalino e San Luca sono stati presi d’assalto da numerosi giovani disoccupati con in mano una domanda di assunzione a “Calabria Verde”. I protestanti mostravano un modello prestampato, con logo dell’ “Azienda Calabria Verde”, con il quale chiedevano “di essere inseriti nell’organizzazione interna dell’Ente. Secondo la ricostruzione dei fatti, in un primo momento la domanda di assunzione sarebbe stata distribuita solo a un gruppo ristretto ma il prestampato è stato fotocopiato e distribuito. Si è così diffusa la notizia delle code negli uffici postali della provincia di Reggio Calabria fino alla comunicazione da parte di Calabra Verde sull’invalidità dei documenti. I vertici della società partecipata hanno fatto sapere che si è trattato di “bufala” e hanno smentito la previsione di nuove assunzioni.

### Elicotteri antincendio
Ad ottobre 2015 la Procura della Repubblica di Catanzaro ha iscritto nel registro degli indagati i titolari della società Elimediterranea che da anni svolgeva il servizio antincendio boschivo per mezzo di elicotteri; il reato contestato è la truffa ai danni dell'Azienda Calabria Verde per un appalto di oltre due milioni di euro.
Pochi mesi dopo, a febbraio 2016 il Tar annullò la gara d'appalto per i mezzi aerei antincendi dell'ente.

### Arresto direttore generale e dirigente settore tre
A settembre 2016, a seguito di varie indagini (tra cui quella inerente all'appalto degli elicotteri), vengono emesse cinque misure cautelari nei confronti di dirigenti, funzionari e consulenti della società, indagati a vario titolo per abuso d’ufficio, peculato, falso ideologico commesso dal pubblico ufficiale e minacce a pubblici ufficiali, tra cui in carcere Paolo Furgiuele (direttore dell'ente) e Alfredo Allevato (dirigente settore tre, antincendio boschivo).
È l'atto finale della gestione Furgiuele poiché dalle indagini emergono tante irregolarità nell'azienda (appalti pilotati, soldi per straordinari dirottati per pagare le abitazioni del direttore, dottori agronomi senza titoli).

## Commissariamenti
Dopo l'arresto di Furgiuele, il presidente della Calabria, Oliverio, ha nominato commissario a gennaio 2016 Nello Gallo, il quale dopo tre mesi ha presentato le dimissioni; al suo posto è stato nominato il generale dei Carabinieri Mariggiò.